# Сидибил
Сидибил (якут. Сыдыбыл, рос. Сыдыбыл) — село в Чочунському наслезі Вілюйського улусу Республіки Саха (Російська Федерація). Розташоване за 19 км від районного центру та приблизно за 450 км від Якутська.

## Історія
7 квітня 2003 року в селі згоріла Чочунська середня школа. Загинули 22 школярі, опіки отримали 39 осіб. Розслідування виявило зв'язок трагедії зі скороченням пожежних частин і факт покидання палаючої школи декількома вчительками, які не організували евакуацію. Фактичною причиною пожежі стало замикання в електрощитовій. Пожежа зробила село відомим у всій Російській Федерації, після неї в населений пункт приїжджали вищі чиновники Якутії.
У березні 2016 року в Сидибилі, як і в деяких інших якутських селах, заборонили продавати алкоголь. На цьому наполягали місцеві активісти, звертаючи увагу влади на проблему алкоголізації населення.

## Населення
| 2002 | 2010 |
| ---- | ---- |
| 685  | ↘672 |